# Johann Schotte
Johann Schotte († 1413 in Lübeck) war Ratsherr der Hansestadt Lübeck.

## Leben
Johann Schotte war seit 1395 Mitglied der patrizischen Zirkelgesellschaft in Lübeck und zeitweilig deren Vorsteher. Im Vorfeld der bürgerlichen Unruhen Anfang des 15. Jahrhunderts beteiligte er 1404 und 1405 Fehling zufolge „sehr eifrig an den Wühlereien gegen die Regierung“.
Er wurde 1406 zum Ratsherrn erwählt. 1408 verließ er nicht mit dem Alten Rat die Stadt, verweigerte die Mitwirkung an der Ergänzung des Alten Rates und schloss sich der Klage des Alten Rates gegen den Neuen Rat vor dem Reichshofgericht nicht an.
Er bewohnte das Hoghehus, bereits 1322 alta domus oder Hoghehus genannt, am Koberg 2, welches er 1402 erworben hatte. In den älteren Lübecker Ratslinien wurde er nach Fehling nicht namentlich geführt. In Testamenten Lübecker Bürger wird er mehrfach als Urkundszeuge und als Vormund aufgeführt.